# Huceine Hotaqui
Huceine Hotaqui, (Pastó, Dari, Urdu, Arábico: ‌شاه حسين هوتک), filho de Mirwais Hotak, foi o quinto e último xá do Império Hotaqui. Da etnia pastó (Afegão) da tribo Guilji, sucedeu ao trono depois da morte de seu irmão, Mamude Hotaqui, em 1725. Ele também era um poeta da língua pastó. Enquanto seu primo Axerafe governou a maior parte da Pérsia de Isfahan, Huceine governou o que agora é o Afeganistão de Candaar.
A morte de Axerafe Cã em 1729 marcou o fim de um breve controle do Império Hotaqui sob a Pérsia (Irão), mas a parte onde agora é o Afeganistão ainda estava sob controle de Huceine até 1738 quando Nader Xá conquistou. Era apenas uma pausa para a estabilização de um de um império afegão na região e o predecessor do Afeganistão moderno em 1747.